# Yves Langevin
 (février 2025).
Motif : Manque de sources secondaires centrées. Pas convaincu de la notoriété propre du fait des réalisations ou du parcours.
- Archive Wikiwix
- Bing
- Cairn
- DuckDuckGo
- E. Universalis
- Gallica
- Google
- G. Books
- G. News
- G. Scholar
- Persée
- Qwant
- (zh) Baidu
- (ru) Yandex
- (wd) trouver des œuvres sur Wikidata

| 1. | Préciser le motif de la pose du bandeau. | Précisez le motif de la pose du bandeau en utilisant la syntaxe suivante : {{admissibilité à vérifier\|date=juillet 2025\|motif=remplacez ce texte par le motif}}                  |
| 2. | Informer les utilisateurs concernés.     | Pensez à avertir le créateur de l'article, par exemple, en insérant le code ci-dessous sur sa page de discussion : {{subst:avertissement admissibilité à vérifier\|Yves Langevin}} |

Pour les articles homonymes, voir Langevin, Famille Langevin et Famille Curie.
Yves Langevin, né le 25 juillet 1951, est un astrophysicien et planétologue français, spécialiste de l'étude de la planète Mars. Il a été directeur de l'Institut d'astrophysique spatiale d'Orsay (IAS) de l'université Paris-Saclay.

## Biographie
Yves Langevin naît le 25 juillet 1951[réf. nécessaire].
Ancien élève de l'École normale supérieure (1970 S), il soutient deux thèses de doctorat, la première à l'université Paris Diderot en 1975 et la seconde à l'université d'Orsay en 1978.
Il est directeur de recherche à l'Institut d'astrophysique spatiale d'Orsay. Il a travaillé sur la minéralogie de la planète Mars,. Il a notamment contribué à analyser les données enregistrées par le spectromètre OMEGA, embarqué sur la mission Mars Express pour étudier la possibilité de la présence d'eau liquide sur Mars.
Il a été directeur de l'Observatoire des sciences de l'Univers de l'université Paris-Saclay (OSUPS).
En 2007, Yves Langevin préside la conférence permanente du Comité national de la recherche, qui regroupe les responsables des différentes sections disciplinaires,, et de 2004 à 2008, le Comité national « Système Solaire et Univers Lointain ».
Il est vice-champion de France du jeu de go (1971), ainsi qu'un grand amateur de bridge, ayant remporté le championnat de France par paires (1998).
Il est aussi conférencier en astrophysique pour le grand public,.

## Distinctions
En 2018, il obtient la Médaille Runcorn-Florensky de l'Union européenne des géosciences (EGU),, nommée d'après les géophysiciens Keith Runcorn (en) et Kirill Florensky (en).

## Hommages
Son nom a été donné à l'astéroïde (5290) Langevin de la ceinture principale d'astéroïdes.

## Famille
Il est le fils des physiciens nucléaires Michel Langevin et Hélène Langevin-Joliot.
Il est par son père l'arrière-petit-fils de Paul Langevin, et par sa mère le petit-fils de Frédéric et Irène Joliot-Curie et l'arrière-petit-fils de Pierre et Marie Curie,.

## Publications
- La comète: le voyage de Rosetta, texte de Hanns Zischler traduit de l'allemand, sous la direction de Jean-Pierre Bibring, avec Laurent Jorda, avec la participation de Martin Hilchenbach, Yves Langevin et Stefano Mottola, traduction par Jean Torrent, Paris, Éditions Xavier Barral, 2019.
- Planétologie comparée et système solaire, par Daniel Gautier, avec la collaboration d'Yves Langevin, Paris, CNRS, 1993
- Contribution à l'étude des interactions entre la surface lunaire et le milieu spatial, thèse de doctorat en astrophysique, Université Paris Diderot, 1975.